# Ourolândia
Ourolândia este un oraș în statul Bahia (BA) din Brazilia.